# Liste der Gemeindeverbände im Département Haute-Loire
Das Département Haute-Loire liegt in der Region Auvergne-Rhône-Alpes in Frankreich. Es untergliedert sich in 11 Gemeindeverbände.
Siehe auch: Liste der Gemeinden im Département Haute-Loire

## Gemeindeverbände

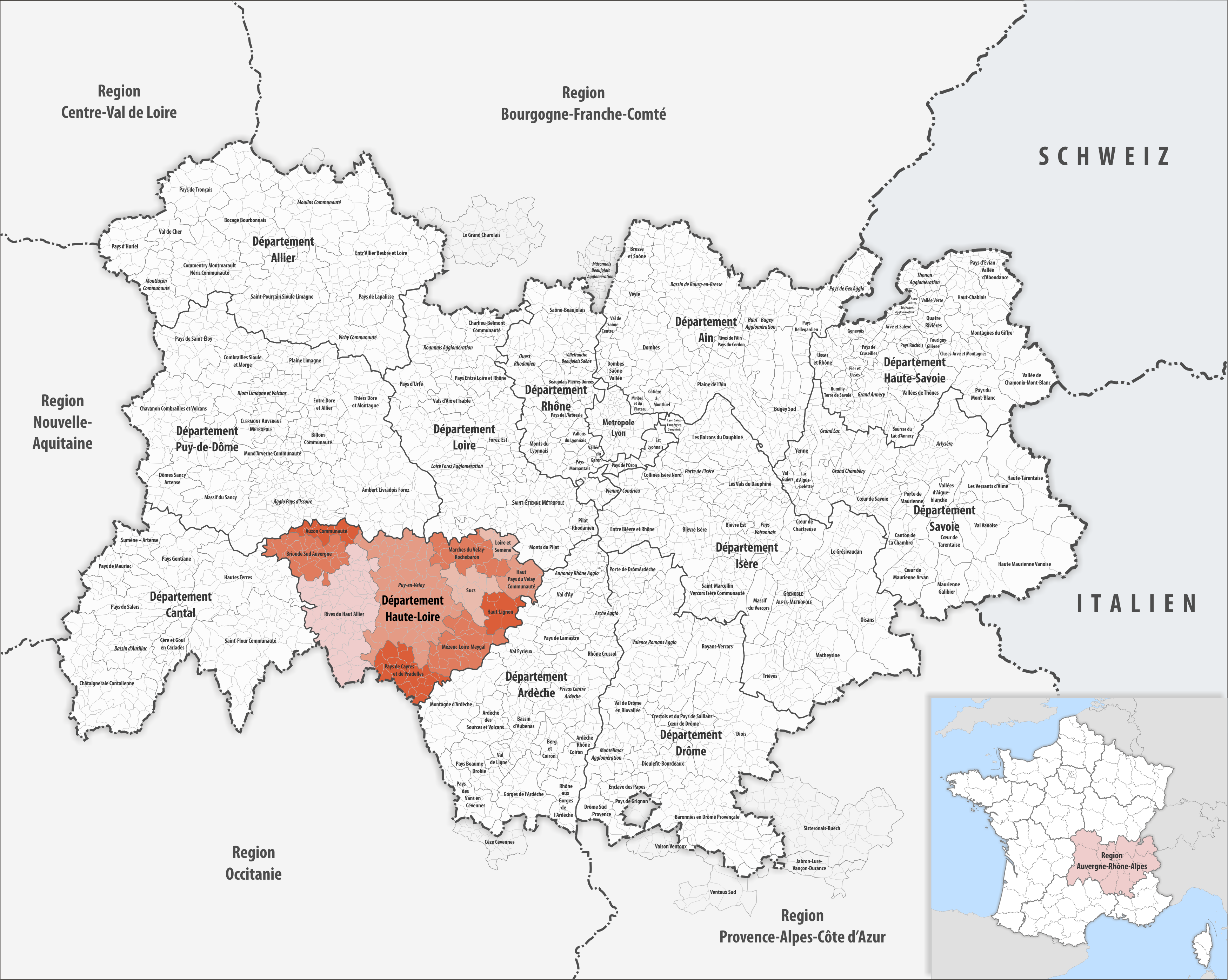
Gemeindeverbände im Département Haute-Loire

| Gemeindeverband                | Gemeinden im Départ./Verband | Einwohner 1. Januar 2022 | Fläche km² | Dichte Einw./km² | SIREN- Nummer | Rechtsform                 | Gründungsdatum    |
| ------------------------------ | ---------------------------- | ------------------------ | ---------- | ---------------- | ------------- | -------------------------- | ----------------- |
| Auzon Communauté               | 12/12                        | 9.348                    | 153,24     | 61               | 244 301 099   | Communauté de communes     | 20. Dezember 2000 |
| Brioude Sud Auvergne           | 27/27                        | 16.706                   | 423,46     | 39               | 200 085 728   | Communauté de communes     | 28. Dezember 1999 |
| Haut-Lignon                    | 6/6                          | 8.151                    | 200,24     | 41               | 244 301 107   | Communauté de communes     | 22. Dezember 2000 |
| Haut Pays du Velay Communauté  | 8/8                          | 8.025                    | 212,17     | 38               | 244 300 307   | Communauté de communes     | 23. Dezember 1996 |
| Loire et Semène                | 7/7                          | 20.448                   | 112,89     | 181              | 244 301 131   | Communauté de communes     | 28. Dezember 2000 |
| Marches du Velay-Rochebaron    | 14/14                        | 31.339                   | 353,00     | 89               | 200 073 427   | Communauté de communes     | 16. Dezember 2000 |
| Mézenc-Loire-Meygal            | 22/22                        | 11.429                   | 461,29     | 25               | 200 073 401   | Communauté de communes     | 27. Dezember 2016 |
| Pays de Cayres et de Pradelles | 20/20                        | 5.148                    | 369,40     | 14               | 244 301 123   | Communauté de communes     | 31. Dezember 2000 |
| Puy-en-Velay                   | 72/72                        | 82.819                   | 1.323,99   | 63               | 200 073 419   | Communauté d’agglomération | 26. Dezember 2016 |
| Rives du Haut Allier           | 60/60                        | 16.416                   | 1.086,04   | 15               | 200 073 393   | Communauté de communes     | 27. Dezember 2016 |
| Sucs                           | 9/9                          | 18.332                   | 281,42     | 65               | 244 301 016   | Communauté de communes     | 28. Juni 1999     |